# Sekwencja Kozak

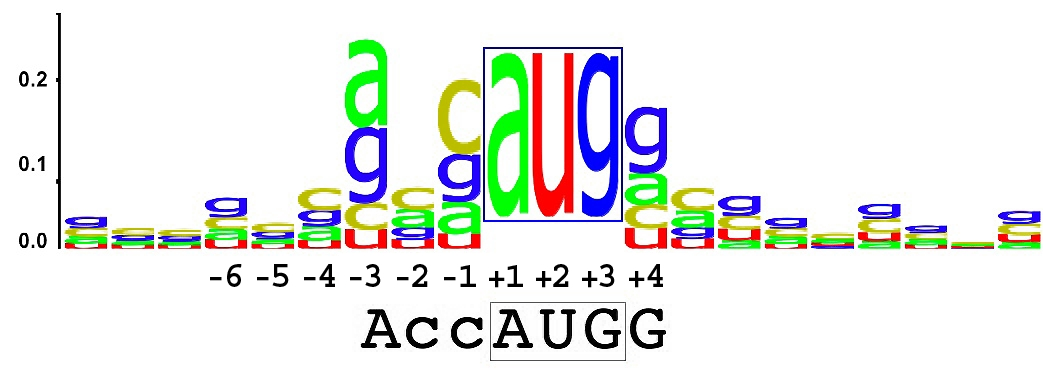
Diagram obrazujący częstość poszczególnych zasad w sekwencji nukleotydowej inicjującej translację wśród ~25,000 genów człowieka. Jak widać, najczęściej powtarzającymi się zasadami w tej sekwencji są adenina w pozycji -3 i guanina w pozycji +4. Kodon start (AUG) nie jest przedstawiony w skali (wysokość wyniosłaby 2 jednostki)

Sekwencja Kozak (ang. Kozak (consensus) sequence) – sekwencja nukleotydowa występująca w mRNA u eukariontów (GCC)GCC(A/G)CCAUGG, gdzie (A/G) oznacza dowolną purynę (adeninę albo guaninę) 3 pary zasad w górę od kodonu start AUG i występująca po nim guanina. U eukariontów taka sekwencja mRNA jest rozpoznawana przez rybosom jako miejsce, od którego mRNA jest przepisywany na kolejność aminokwasów w łańcuchu polipeptydowym w procesie translacji. Rybosom potrzebuje sekwencji Kozak (albo podobnej do niej) żeby rozpocząć translację. Sekwencji Kozak nie należy mylić z miejscem wiązania rybosomu (rybosome binding site, RBS), które stanowi albo czapeczka 5' mRNA, albo sekwencja IRES (Internal Ribosome Entry Site). 
In vivo ilość syntetyzowanego białka zależna jest od "siły" sekwencji Kozak; jedne nukleotydy w jej obrębie są ważniejsze, tak jak niezbędny kodon start AUG, którego adenina oznaczana jest +1; "silny" konsensus wymaga ponadto guaniny w pozycji +4 i adeniny albo guaniny w pozycji -3. Wystarczająco silna sekwencja spełnia jeden z tych dwóch warunków, "słaba" nie spełnia żadnego.
Sekwencja Kozak zawdzięcza nazwę amerykańskiej biochemiczce Marilyn Kozak, która przeprowadziła badania prowadzące do jej zidentyfikowania w połowie lat 80.